# Kehnert
Kehnert ist eine Ortschaft und ein Ortsteil der Stadt Tangerhütte im Süden des Landkreises Stendal in Sachsen-Anhalt.

## Geographie

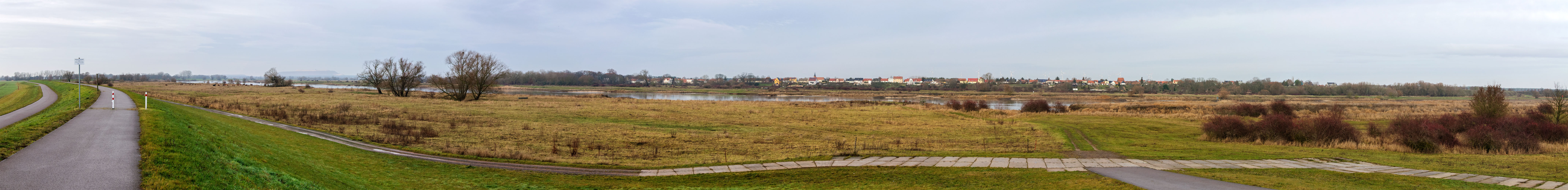
Kehnert an der Elbe

Kehnert, ein Straßendorf mit Kirche, liegt 11 Kilometer südöstlich von Tangerhütte und 30 Kilometer südlich von Stendal am Bertinger See und am erhöhten linken Ufer der Elbe, die südlich und westlich zahlreiche Altarme hinterlassen hat. Das waldreiche Gebiet zwischen Elbe und Tanger ist überwiegend flach. Die Elbe bildet die Grenze zum Landkreis Jerichower Land.
Westlich des Dorfes liegt ein rund fünf Quadratkilometer großes Gebiet des verzweigten Elbe-Seitenarmes „Alte Elbe“, die Exklave Kehnert. Sie ist vom Landkreis Börde fast vollständig umgeben und grenzt elbseitig an den Landkreis Jerichower Land, sie liegt also außerhalb des Landkreises Stendal, gehört aber zur Gemarkung Kehnert.

## Geschichte

### Mittelalter bis Neuzeit

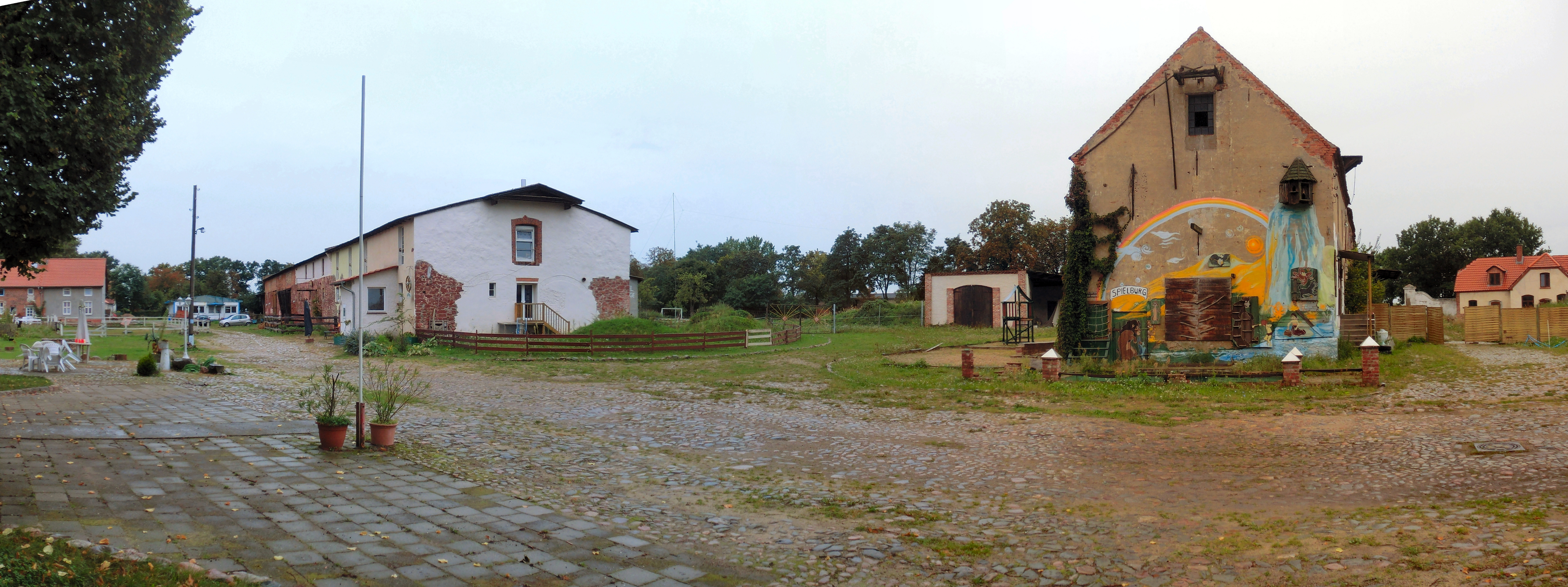
Gutshof Kehnert

Der Ort wird erstmals im Landbuch der Mark Brandenburg von 1375 als Kenre aufgeführt, er war wüst. Im Jahre 1448 hieß der Ort Kenerde und gehörte den von der Schulenburg auf Schloss Angern, 1693 hieß der Ort Coennerth, als Angern geteilt wurde und Kehnert ein eigenes Gut wurde. 1723 sind dem Gut Kehnert die Dörfer und Güter Cobbel, Schricke und Mahlwinkel hinzugefügt worden.
Das Schloss in Kehnert wurde 1803 vom preußischen Minister Friedrich Wilhelm Graf von der Schulenburg nach Plänen von Carl Gotthard Langhans erbaut, dem Schöpfer des Brandenburger Tors. Als Friedrich Wilhelm ohne männliche Erben 1815 starb, kam es zu einem Gerichtsverfahren. Das Gut ging an seine Tochter, die es 1827 den Rentier Adolf Schumann verkaufte, der dort eine Porzellanfabrik anlegte, die er 1834 nach Moabit verlegte.
Zu Anfang des 19. Jahrhunderts gab es in Kehnert eine Ziegelei (an der heutigen Ziegeleistraße) und eine Brennerei. In der ersten Hälfte des 20. Jahrhunderts lebten viele Familien von der Fischerei und der Elbschifferei.
Zwischen Sandfurth und Kehnert wurden in der DDR-Zeit wegen der flachen, sandigen Uferbereiche zahlreiche militärische Übungen und Manöver durchgeführt (Unterwasserfahrten der Panzer, Durchquerungen der Schützenpanzerwagen, Brückenbau durch Pioniereinheiten). Die Natur hat sich seit dieser Zeit regeneriert und man kann inzwischen neben Weiß- und Schwarzstörchen auch Biber, Kraniche und Fischreiher beobachten.
Im Rahmen der Dorferneuerung wurden in den letzten Jahren die Straßen und Gehwege neu gebaut bzw. saniert. Durch Eigeninitiative konnte das Feuerwehrhaus um- und ausgebaut werden.
Zu den Traditionen in Kehnert gehört das jährlich stattfindende Elbfest (mit Kleintraktorenumzug).

### Archäologie
In Kehnert wurden im 20. Jahrhundert Funde aus einer Siedlung und einem Gräberfeld aus vorrömischer Zeit geborgen. Außerdem wurden Grubenhäuser aus der slawischen Völkerwanderungszeit gefunden.

### Treuel
In der Elbaue der Exklave Kehnert bildete die Elbe früher eine halbkreisförmige Ausbiegung nach Westen, heute Treuel, früher Treudel oder Treidel genannt, weil das Wasser so langsam floss, dass die Schiffe an Seilen gezogen werden mussten. Sie wurden getreidelt.
Der Treuel war früher mit Holz bewachsen. Er lag auf dem östlichen Elbufer und gehörte zur Feldmark des Dorfes Blumenthal, das 1381 wüst war.
Am 10. Februar 1684 brach der Deich bei der benachbarten Störlake. Um zu verhindern, dass die Elbe sich einen Weg zum Tanger sucht, ließ der große Kurfürst Friedrich Wilhelm ab 21. Juli 1684 die Störlake durchstechen, damit die Elbe direkt nach Osten strömt. Der Treuel wurde zur Insel. Das Gebiet war zu der Zeit kursächsisch und gehörte zu Burg und wurde 1836 an westelbische Eigentümer verkauft und kam später zur Gemeinde Kehnert.
Im Treuel befindet sich eine Kieslagerstätte, die von einem Kieswerk in der Kiesgrube Kehnert/Treuel/Auwiesen abgebaut wird. Sie ist umgeben von der Alten Elbe, einem Altarm der Elbe.

### Eingemeindungen
Kehnert gehörte früher zum dritten Distrikt im Magdeburgischen Holzkreis im Norden des Herzogtums Magdeburg. 1816 kam es zum Kreis Wolmirstedt in der preußischen Provinz Sachsen.
Am 1. April 1907 wurden von der Landgemeinde Kehnert Grundstücke mit einer Gesamtfläche von 583,5754 Hektar abgetrennt und daraus die Landgemeinde Uetz gebildet. Am 30. September 1928 wurde der Gutsbezirk Kehnert an der Elbe mit der Landgemeinde Kehnert an der Elbe vereinigt.
Am 25. Juli 1952 kam die Gemeinde Kehnert im Rahmen einer Verwaltungsreform zum Kreis Tangerhütte. Nach dessen Auflösung gehörte sie ab 1. Januar 1988 zum Kreis Stendal und schließlich ab 1. Juli 1994 zum Landkreis Stendal.
In einem Gebietsänderungsvertrag zwischen der Stadt Tangerhütte und allen Mitgliedsgemeinden der Verwaltungsgemeinschaft Tangerhütte-Land wurde deren Eingemeindung nach Tangerhütte geregelt. Dem Vertrag stimmte der Gemeinderat Kehnert am 11. Mai 2010 zu. Er wurde vom Landkreis als unterer Kommunalaufsichtsbehörde genehmigt und die Eingemeindung trat am 31. Mai 2010 in Kraft.

### Einwohnerentwicklung

#### Dorf und Gut
| Jahr         | 1772 | 1782 | 1820 | 1842 | 1867 | 1871 | 1885 | 1895 | 1905 | 1910 |
| Dorf Kehnert | 255  | 285  | 358  | 510  | 508  | 481  | 459  | 224  | 765  | 599  |
| Gut Kehnert  |      |      |      |      | 132  | 120  | 107  | 180  | 186  | 161  |

#### Gemeinde
| Jahr | Einwohner |
| ---- | --------- |
| 1925 | 0809      |
| 1933 | 0849      |
| 1939 | 0848      |
| 1946 | 1207      |
| 1964 | [00]0648  |
| 1971 | [00]0588  |
| 1981 | [00]0463  |
| 1985 | [00]0466  |

| Jahr | Einwohner |
| ---- | --------- |
| 1990 | 474       |
| 1995 | 278       |
| 2000 | 372       |
| 2002 | 382       |
| 2004 | 386       |
| 2006 | 379       |
| 2008 | 129       |
| 2009 | 136       |

Quelle, wenn nicht angegeben: 1867 bis 1946 Unterlagen der Volkszählung

#### Ortsteil
| Jahr | Einwohner |
| ---- | --------- |
| 2013 | 0371      |
| 2014 | 0365      |
| 2018 | 0369      |
| 2019 | [00]375   |
| 2020 | [00]368   |
| 2021 | [00]354   |
| 2022 | [0]351    |
| 2023 | [0]342    |

## Religion

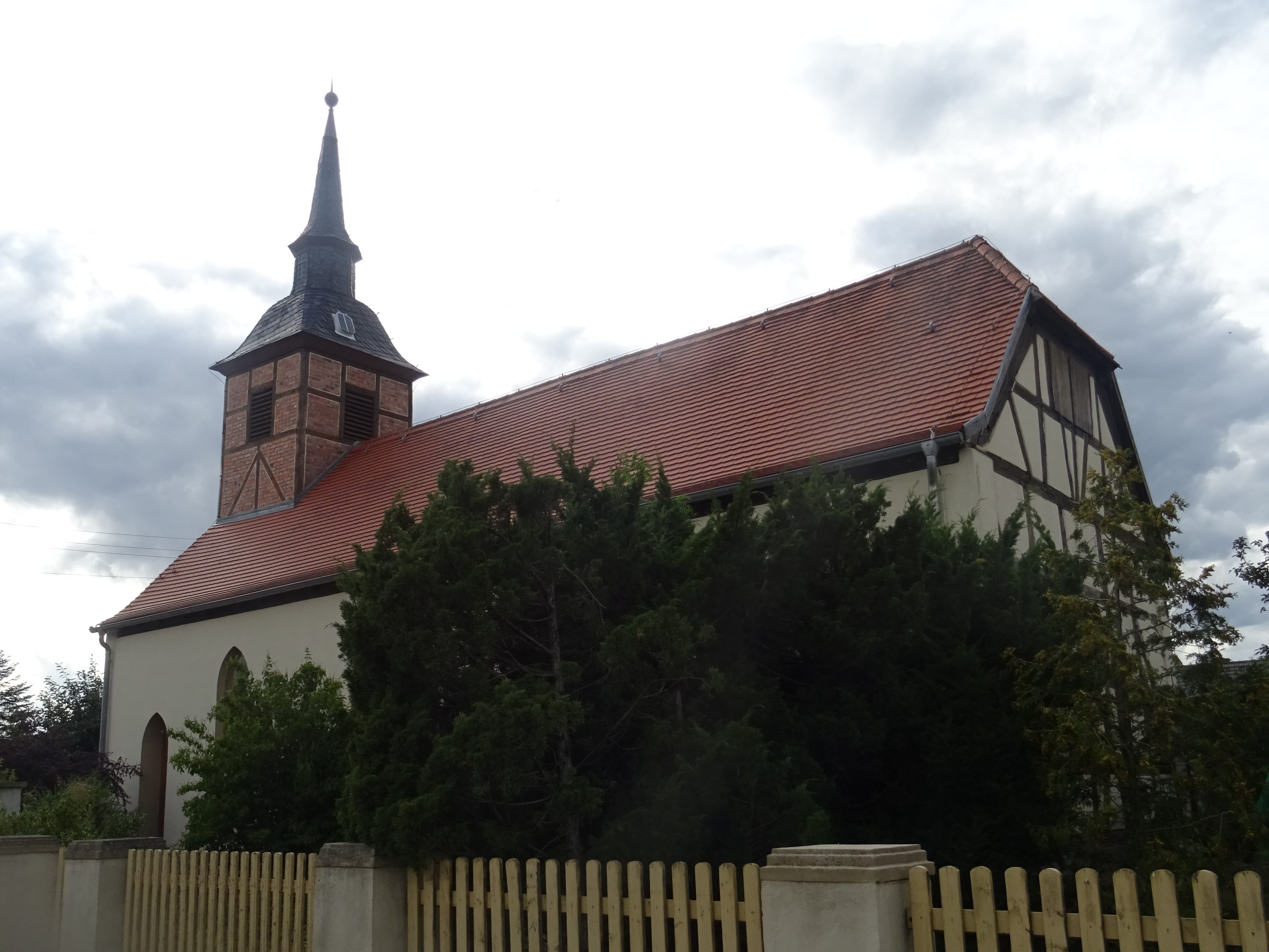
Evangelische Dorfkirche Kehnert

- Die evangelische Kirchengemeinde Kehnert, die früher zur Pfarrei Cobbel bei Mahlwinkel gehörte,[23] wird heute betreut vom Pfarrbereich Tangerhütte im Kirchenkreis Stendal im Bischofssprengel Magdeburg der Evangelischen Kirche in Mitteldeutschland.[24] Die ältesten überlieferten Kirchenbücher für Kehnert stammen aus dem Jahre 1693.[25]
- Die katholischen Christen gehören zur Pfarrei St. Anna in Stendal im Dekanat Stendal im Bistum Magdeburg.[26]

## Politik

### Ortsbürgermeister
Ortsbürgermeister der Ortschaft Kehnert ist seit Juli 2024 Torsten Schulze.
Sein Vorgänger Jürgen Schröder war auch letzter Bürgermeister der Gemeinde Kehnert.

### Ortschaftsrat
Bei der Ortschaftsratswahl am 9. Juni 2024 stellte sich die „Wählergemeinschaft Kehnert“ zur Wahl. Sie gewann alle 5 Sitze.
Gewählt wurden 5 Männer. Von 307 Wahlberechtigten hatten 231 ihre Stimme abgegeben, die Wahlbeteiligung betrug damit 75,24 Prozent.

### Wappen
Blasonierung: „Geteilt von Silber über Blau; oben schwebend ein rundbogig geschwungenes rotes Gattertor zwischen zwei höheren spitzbedachten Pfeilern und zwei kleineren Rundbogentoren; unten ein gesenkter silberner Anker, beseitet von zwei zugewendeten silbernen Fischen.“
Das Kehnerter Wappen berücksichtigt die Besonderheit dieses Dorfes, denn historisch gesehen ist Kehnert kein Bauern-, sondern ein Schifferdorf. Noch Anfang des 20. Jahrhunderts siedelten sich hier vorwiegend Binnenschiffer an, verbrachten in Kehnert den Winterstand oder lebten als Pensionäre. Es bestanden Anlegestellen an der Elbe, zu der auch eine gepflasterte Straße führte, während ein Weg zu den nächsten Orten führte. Neben der Schifffahrt und in geringem Maße der Fischerei war in Kehnert das alte Gut wesentlich. Viele Kehnerter arbeiteten für das Gut oder den damit verbundenen Unternehmen (zum Beispiel die Ziegelei und Gärtnerei).
Die Elbschifffahrt, die Fischerei und das Rittergut haben das Dorf über lange Zeit geprägt. Es war darum der Beschluss des Gemeinderates von Kehnert, Symbole dieser Themen im Wappen zu führen. Dazu wurden von dem Kehnerter Malermeister Heinz Odemar mehrere Entwürfe gezeichnet und von dem Magdeburger Kommunalheraldiker Jörg Mantzsch heraldisch bearbeitet, von denen am 8. Februar 2000 der Gemeinderat das hier dargestellte Wappen beschlossen hat.
Das Rittergut wird durch sein charakteristisches Tor im oberen Schildteil repräsentiert. Die Elbschifffahrt drückt sich im silbernen Anker auf blauem unteren Schildteil aus, während die beiden Fische Bezug auf die Fischerei und den bis heute ausgeprägten Angelsport nehmen.
Als Ortsfarben gelten Weiß-Blau.

### Flagge
Die Ortsteilflagge ist weiß-blau gestreift (Hissflagge: Streifen senkrecht verlaufend) mit dem aufgelegten Wappen der Gemeinde.

## Kultur und Sehenswürdigkeiten
- Die evangelische Dorfkirche Kehnert entstand 1830 als Fachwerkbau und wurde 1886 erweitert. Sie ersetzte eine Kapelle auf dem Gutshof aus der vermutlich die Schnitzereien aus dem 18. Jahrhundert stammen, die sich in der jetzigen Kirche befinden.[32]
- Herrenhaus Kehnert, ein 1802–1803 errichteter Gebäudekomplex im Stil des Klassizismus[3]
- Grabstätte auf dem Ortsfriedhof für sechs hier bestattete unbekannte KZ-Häftlinge eines Todesmarsches, die im April 1945 von SS-Männern ermordet wurden

## Wirtschaft und Infrastruktur
In Kehnert sind zwei Handwerksbetriebe ansässig.

### Verkehr
Kehnert liegt am südlichen Ende der Elbuferstraße, die nach Norden über Tangermünde bis Arneburg verläuft. Des Weiteren bestehen Straßenverbindungen über Cobbel nach Tangerhütte und über Mahlwinkel zur Bundesstraße 189. Im acht Kilometer entfernten Mahlwinkel bestehen Bahnanschlüsse nach Magdeburg und Stendal.
Es verkehren Linienbusse und Rufbusse der Regionalverkehrsbetriebe Westsachsen (RVW) unter dem Markennamen stendalbus.

## Persönlichkeiten
- Friedrich Wilhelm von der Schulenburg-Kehnert (1742–1815), preußischer Offizier
- Max Hilzheimer (1877–1946), Zoologe und Naturschützer[33]
- Otto Weckerling (1910–1977), Radrennfahrer und Sportlicher Leiter, nach 1945 Bürgermeister von Kehnert[34]